# Hitlåtens historia
Hitlåtens historia är en dokumentär-TV-serie från SVT om hur sånger inom populärmusiken uppstått och blivit hitlåtar. Serien behandlar också hitlåtarnas betydelse i olika sammanhang i samhället, till exempel sporten, politiken eller rymdfarten.
I oktober 2019 kom dokumentärserien Det svenska popundret från samma redaktion.

## Artisterna och låtarna

### Säsong 1
- 16 januari 2010: Roxette - The Look
- 30 januari 2010: Jay-Z - Hard Knock Life (Ghetto Anthem)
- 6 februari 2010: Suzanne Vega - Tom's Diner
- 6 mars 2010: Metallica - Enter Sandman
- 13 mars 2010: Chris Isaak - Wicked Game
- 20 mars 2010: 50 Cent - In da Club

### Säsong 2
- 27 december 2011: Coldplay - Viva la Vida
- 3 januari 2012: Neneh Cherry - Buffalo Stance
- 10 januari 2012: Take That - Back for Good
- 17 januari 2012: Flaming Lips - Do You Realize?
- 24 januari 2012: Kim Wilde - Kids in America
- 31 januari 2012: Journey - Don't Stop Believin'

### Säsong 3
- 3 december 2013: Berlin - Take My Breath Away
- 16 december 2013: New Order - Blue Monday
- 23 december 2013: Lori Lieberman - Killing Me Softly with His Song (även med fokus på Roberta Flacks och Fugees inspelningar)
- 30 december 2013: Scorpions - Wind of Change
- 6 januari 2014: Fatboy Slim - Praise You
- 13 januari 2014: Soundgarden - Black Hole Sun

### Säsong 4
- 3 november 2014: Bill Medley & Jennifer Warnes - (I've Had) The Time of My Life
- 10 november 2014: Franz Ferdinand - Take Me Out
- 17 november 2014: One Republic - Apologize
- 24 november 2014: Snap! - The Power
- 1 december 2014: Garbage - Stupid Girl
- 15 december 2014: Foo Fighters - Learn to Fly

### Säsong 5
- 4 mars 2015: Björn Skifs - Hooked on a Feeling
- 11 mars 2015: Army of Lovers - Crucified
- 18 mars 2015: Ace of Base - All That She Wants
- 25 mars 2015: The Cardigans - Lovefool
- 1 april 2015: Icona Pop - I Love It
- 8 april 2015: Eagle-Eye Cherry - Save Tonight

### Säsong 6
- 2 november 2015: Joan Osborne - One of Us
- 9 november 2015: Katrina and the Waves - Walking on Sunshine
- 16 november 2015: Chic - Good Times
- 23 november 2015: R.E.M. - Losing My Religion
- 30 november 2015: Nena - 99 Luftballons
- 7 december 2015: Secret Garden - You Raise Me Up

### Säsong 7
- 16 november 2016: New World - Living Next Door to Alice (även med fokus på Karel Zichs, Smokies och Gompies inspelningar)
- 23 november 2016: Oasis - Don't Look Back in Anger
- 30 november 2016: Robin Stones - Show Me Love
- 7 december 2016: Soul Asylum - Runaway Train
- 14 december 2016: Sir Mix-a-Lot - Baby Got Back
- 21 december 2016: Tanita Tikaram  - Twist in My Sobriety

### Säsong 8
- 23 augusti 2017: Laleh Pourkarim - Some Die Young
- 30 augusti 2017: Europe - The Final Countdown
- 6 september 2017: Zara Larsson - Lush Life
- 13 september 2017: Harpo - Moviestar
- 20 september 2017: Emilia Rydberg - Big Big World
- 27 september 2017: Cue - Burnin'

### Säsong 9
- 14 november 2017: Guns N' Roses - Sweet Child o' Mine
- 21 november 2017: Alphaville - Forever Young
- 28 november 2017: Dr Alban - No Coke
- 5 december 2017: Broder Daniel - Shoreline
- 12 december 2017: Plastic Bertrand - Ça plane pour moi
- 19 december 2017: Teddybears - Punkrocker

### Säsong 10
- 18 april 2018: Aqua - Barbie Girl
- 25 april 2018: Queen - We Will Rock You
- 2 maj 2018: Yazoo - Only You
- 9 maj 2018: Right Said Fred - I'm Too Sexy
- 16 maj 2018: Harold Faltermeyer - Axel F
- 23 maj 2018: Peter, Bjorn and John - Young Folks

### Säsong 11
- 6 maj 2020: Molly Sandén - Rosa himmel
- 6 maj 2020: Eva Dahlgren - Ängeln i rummet
- 6 maj 2020: Hasse Andersson - Guld och gröna skogar
- 6 maj 2020: Peter LeMarc - Little Willie John